# Lịch sử Trái Đất

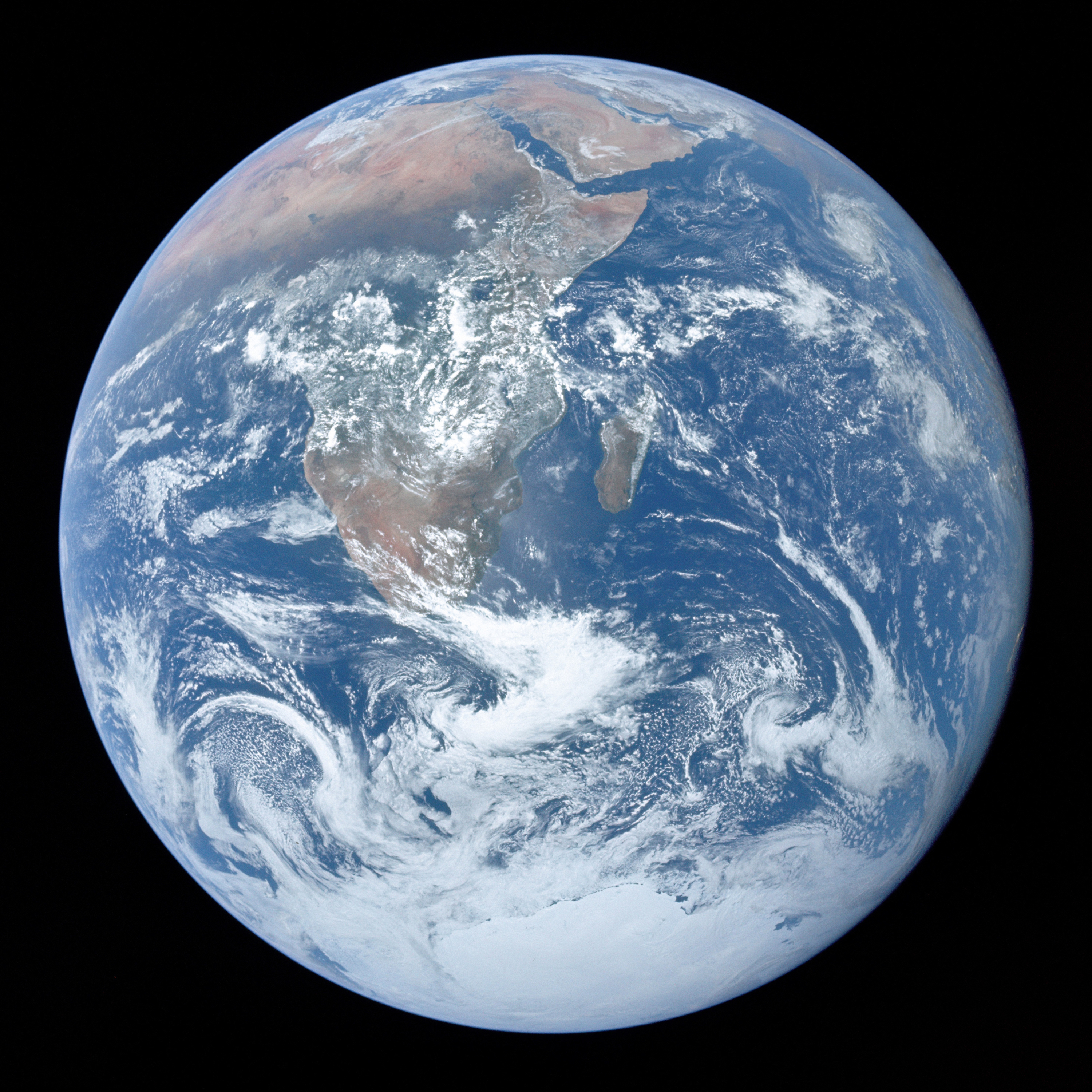
Hình ảnh Trái Đất chụp năm 1972.

Biểu đồ thời gian lịch sử Trái Đất

Lịch sử Trái Đất trải dài khoảng 4,55 tỷ năm, từ khi Trái Đất hình thành từ Tinh vân Mặt Trời cho tới hiện tại. Bài viết này đưa ra một khái quát chung, tóm tắt những lý thuyết khoa học được nhiều người công nhận hiện tại.
Trong bài này, để giúp độc giả dễ tưởng tượng, toàn bộ lịch sử Trái Đất được miêu tả trong một khoảng thời gian tượng trưng bằng 24 giờ. Thời điểm bắt đầu là 0 giờ, chính xác vào 4,55 tỷ năm trước, và kết thúc, 24 giờ, ở thời điểm hiện tại. Mỗi giây tượng trưng trong khoảng thời gian này tương đương với khoảng 53.000 năm.
Vụ nổ lớn và nguồn gốc của vũ trụ, được ước tính đã xảy ra khoảng 13,8 tỷ năm trước, tương đương với việc ta lấy mốc của nó là 3 ngày trước đây – 2 ngày trước khi chiếc đồng hồ của riêng chúng ta (Hệ Mặt Trời) bắt đầu chuyển động.

## Nguồn gốc

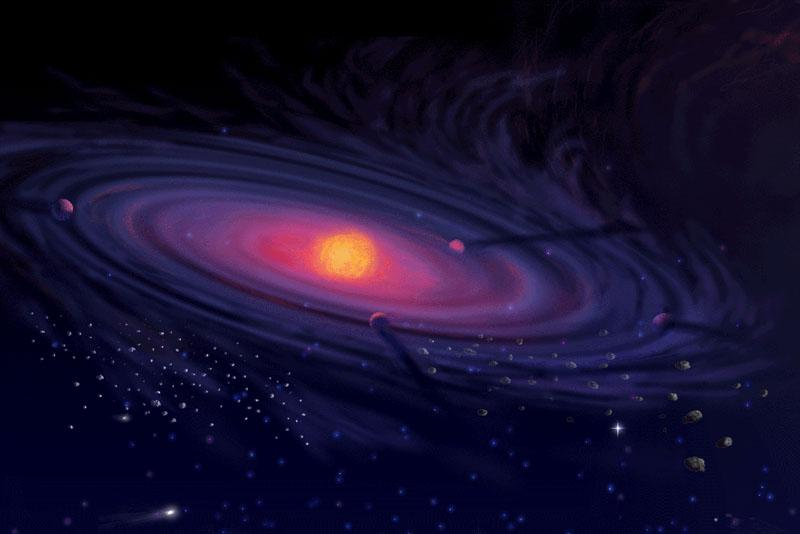
Minh họa đĩa tiền hành tinh đang hình thành quanh một hệ sao đôi.

## Mặt Trăng

Hình ảnh giả định (không theo tỉ lệ) về Theia hình thành tại điểm L_{5} của Trái Đất, sau đó bị mất ổn định bởi trọng lực, lao vào Trái Đất hình thành nên Mặt Trăng. Quan sát từ Nam cực.

## Liên đại Hỏa Thành (Thái Viễn Cổ)

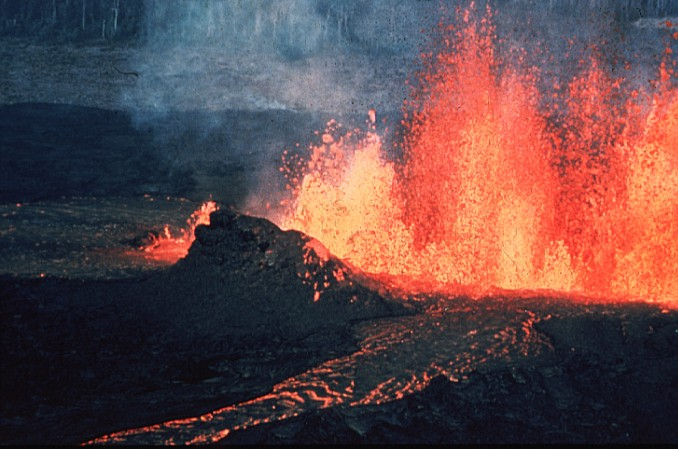
Những vụ phun trào núi lửa diễn ra thường xuyên trong buổi đầu lịch sử Trái Đất.

## Khởi nguồn sự sống

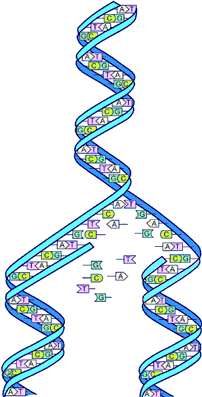
Hệ thống tái tạo của hầu như cả sự sống là DNA. DNA phức tạp hơn hệ thống tái tạo đầu tiên nhiều.

## Tế bào đầu tiên

Một đoạn nhỏ của một màng tế bào. Màng tế bào hiện đại này phức tạp hơn rất nhiều so với lớp phospholipid kép đơn giản nguyên thủy (hình cầu nhỏ màu xanh có hai đuôi). Các protein và carbohydrat giữ nhiều vai trò trong điều chỉnh sự chuyển hóa nguyên liệu từ qua màng và trong phản ứng lại với môi trường.

## Quang hợp và oxy

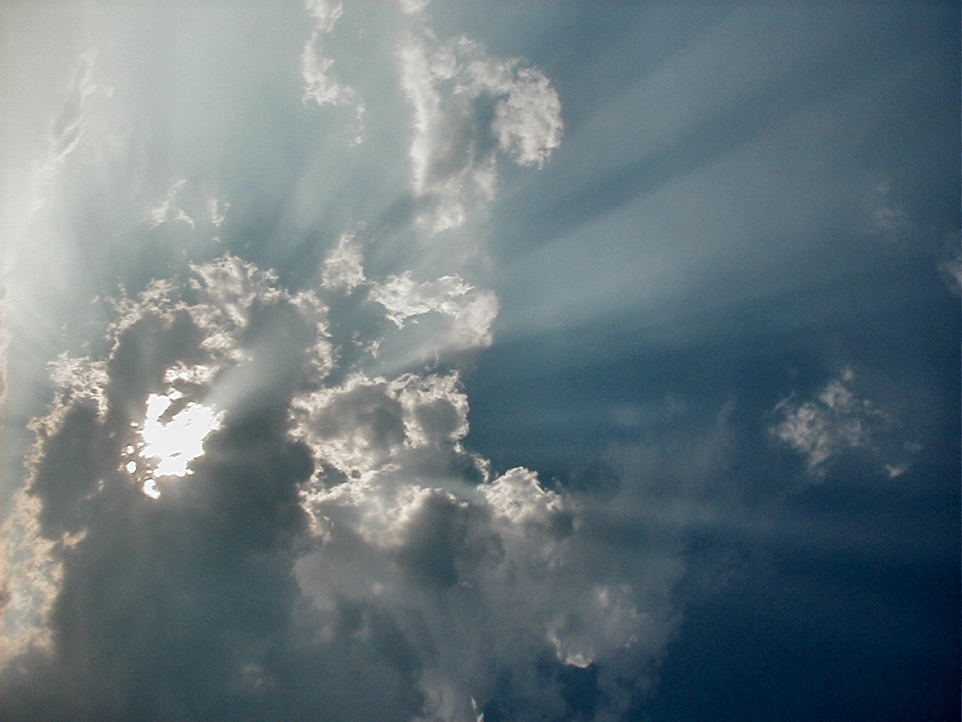
Sự khai thác Năng lượng Mặt Trời dẫn đến những thay đổi chính của sự sống trên Trái Đất.

## Nội cộng sinh và ba vực của sự sống

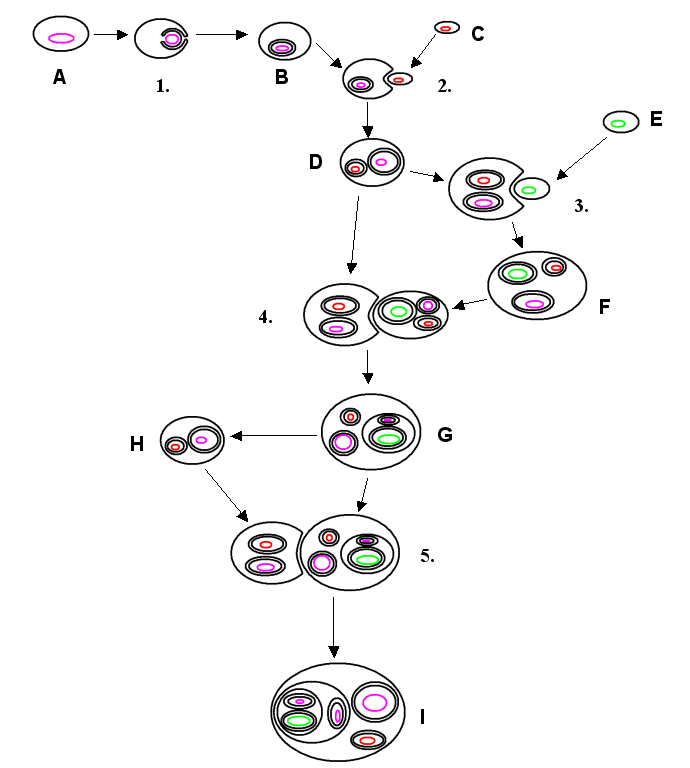
Những sinh vật nội cộng sinh có thể xuất hiện theo vài đường lối khác nhau.

## Đa bào

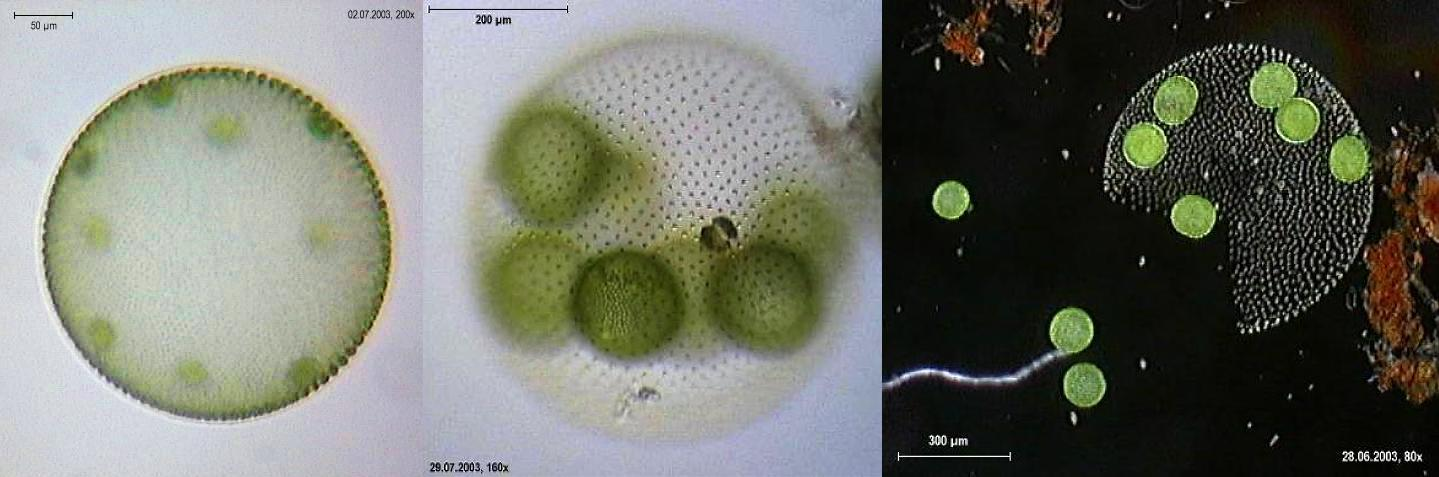
Volvox aureus được cho là giống những thực vật đa tế bào đầu tiên.

## Xâm chiếm mặt đất

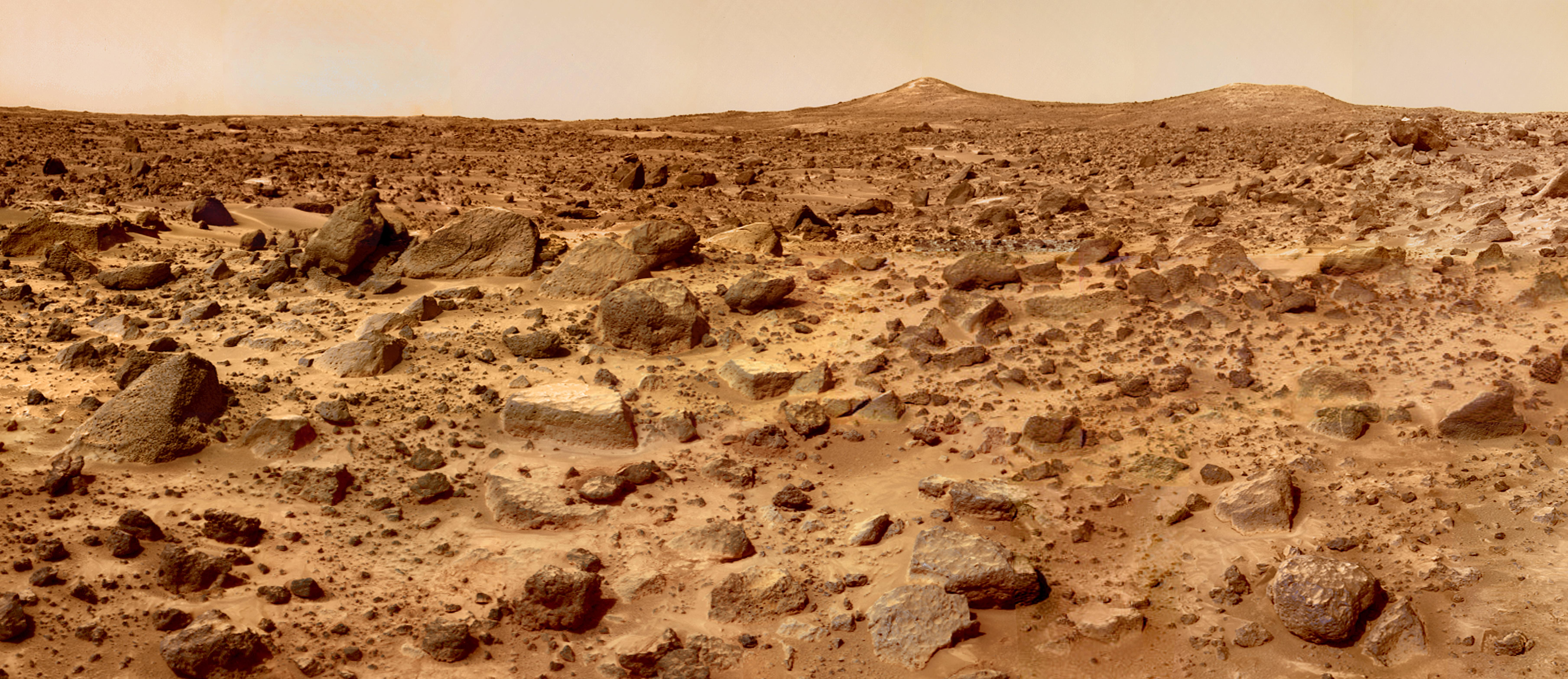
Đa phần thời gian trong lịch sử Trái Đất, không hề có các sinh vật đa bào trên lục địa. Một số phần bề mặt có thể tương tự với hình ảnh này về bề mặt Sao Hoả, một trong những hành tinh láng giềng của chúng ta.

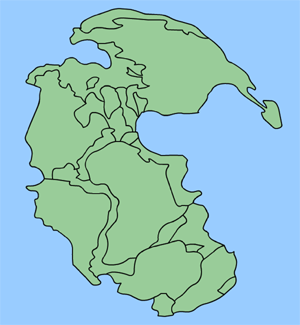
Pangaea, siêu lục địa gần đây nhất, tồn tại từ 300 tới 180 triệu năm trước. Những đường vẽ ranh giới ngoài các lục địa hiện nay và các khối lục địa được thể hiện trên bản đồ này.

## Văn minh

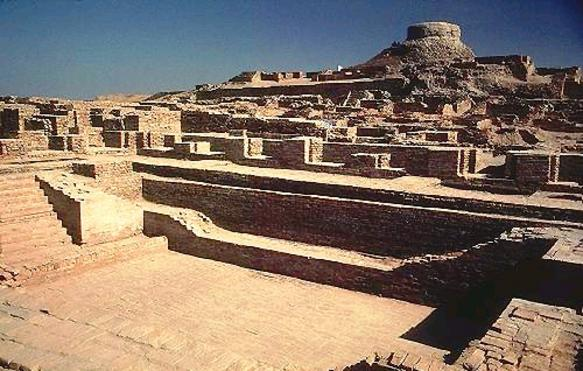
Di tích thành phố Mohenjo-daro của Nền văn minh Châu thổ sông Indus, một trong những nền văn minh cổ.